# نجوم R الإكليل الشمالي

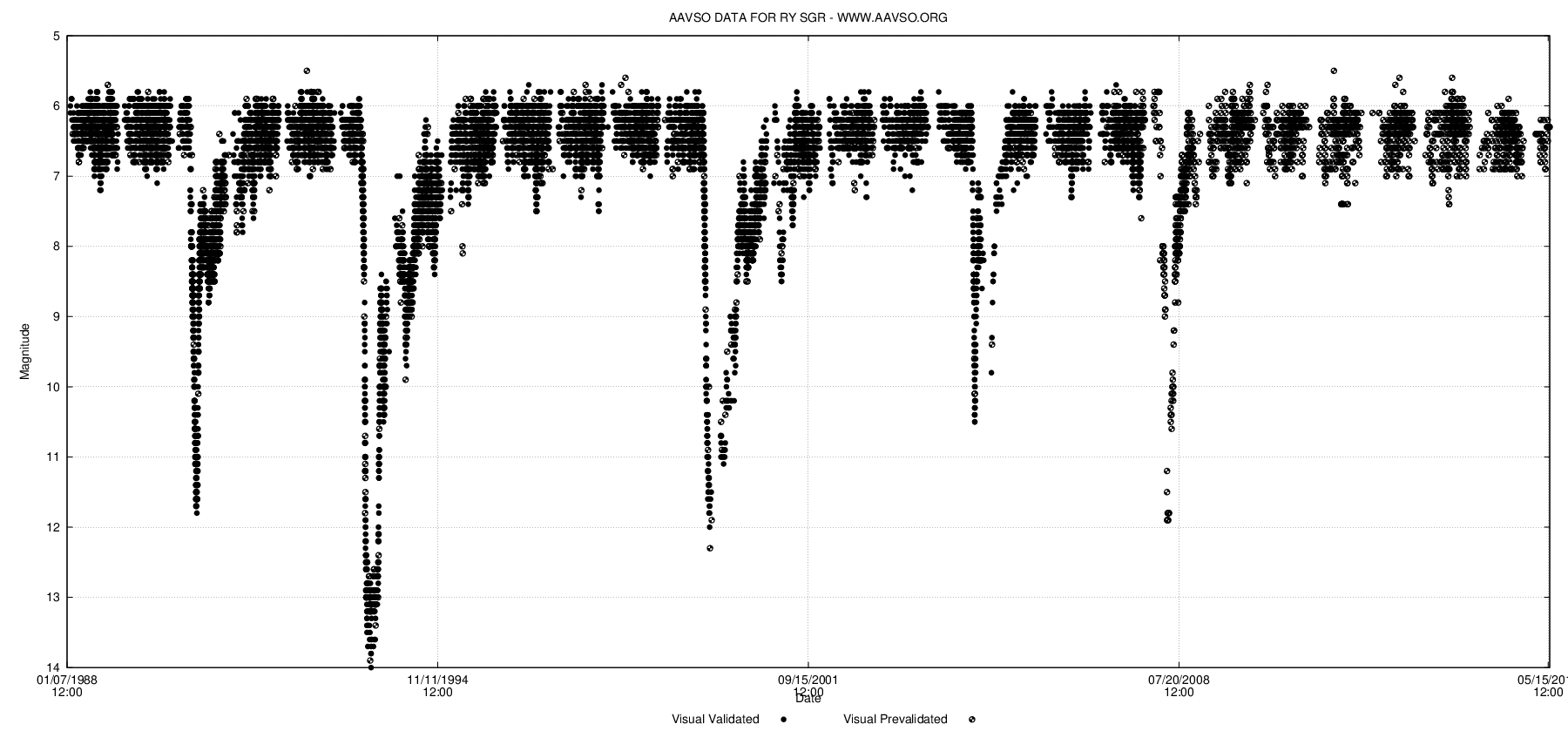

نجوم R الإكليل الشمالي (بالإنجليزية: R-coronae Borealis Stars)‏ هي نجوم غير منتظمة في تغيير لمعانها وأكثر ما يميزها هو قمة اللمعان التي تستمر أحياناً لبضع سنين وتتخللها أحياناً وبصورة مفاجئة قيعان لمعان، ومن الممكن أن تستمر هذه القيعان لعدة أسابيع أو سنين، كما يمكن أيضاً أن يصل منحنى اللمعان إلى المستوى العادي بعد وقت قصير، ويبلغ التغيير في اللمعان حتى 8 أقدار، لا تزال أسباب التغيير الضوئي غامضة تماماً حتى الآن، يتراوح النوع الطيفي لنجوم R الإكليل الشمالي من F حتى k أو R.